# 新生鄂伦春族乡
新生鄂伦春族乡是中华人民共和国黑龙江省黑河市爱辉区下辖的一个民族乡。

## 行政区划
新生鄂伦春族乡下辖以下村级行政区划单位：
新生村、新青村和新发村。

## 中国传统村落
2013年8月，新生村获批第二批中国传统村落。